# Tranvia Novara-Vigevano-Ottobiano
La tranvia Novara-Vigevano-Ottobiano era una delle linee gestite dalla Società anonima Ferrovie del Ticino, in esercizio per mezzo secolo, fra il 1881 e il 1934.
Realizzata con capitali privati secondo uno schema comune per l'epoca, la tranvia costituiva il prolungamento dell'originario tronco Novara-Galliate e risultava integrata con la Mortara-Ottobiano-Pieve del Cairo, con la quale condivise materiale rotabile e destino.

## Storia

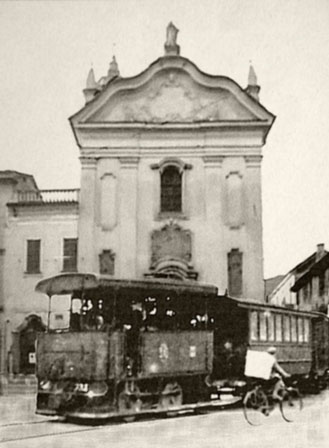
Vigevano, chiesa di San Bernardo

I lavori di costruzione di una tranvia fra Novara, Galliate e Vigevano lungo la strada della Lomellina iniziarono nel 1880; la gestione della linea venne affidata alla Società anonima Ferrovie del Ticino, con sede a Novara, legata a un gruppo belga attivo nel settore e rappresentata in Italia dall'ingegner Giuseppe Provasi (Arconate 1840 - Modica 1891).
La prima tratta, tra Novara e Galliate, aprì domenica 16 gennaio 1881. Il 1º gennaio 1883 la gestione della linea passò alle Ferrovie del Ticino; nel mentre era già stato completato, ma non aperto al pubblico, il tratto Galliate-Cerano. L'11 luglio 1884 fu attivata la tratta Novara-Galliate-Trecate-Vigevano di 32 km, mentre il successivo 16 dicembre, contestualmente alla Mortara-Ottobiano-Pieve del Cairo, fu la volta del prolungamento di 19 km verso Ottobiano, che consentiva il collegamento fra le due linee.
L'importanza dell'impianto era testimoniata dal fatto che la tratta Vigevano-Ottobiano risultava fra le linee tranviarie impiegate regolarmente per l'inoltro della corrispondenza.
La Novara-Vigevano era servita ogni giorno da quattro coppie di corse, che impiegavano 2 ore e 23 minuti per compiere i 32 chilometri del percorso; cinque corse giornaliere univano Vigevano con Tromello e richiedevano 50 minuti per completare il tragitto di 12 chilometri.
Un significativo fatto di cronaca interessò la tranvia il 27 ottobre 1929, allorché si verificò a Gambolò uno scontro fra due tram in cui morirono 7 persone e 50 rimasero ferite.
Sopravvissuta indenne alla prima guerra mondiale, la crisi economica del 1929 e l'avvento del trasporto su gomma comportarono per la tranvia un periodo difficile, anche a causa della necessità di investimenti per il rinnovo di materiale e impianti a causa della vetustà del sistema con trazione a vapore; in mancanza di essi, la Vigevano-Ottobiano fu chiusa alla fine del 1933, mentre la Novara-Vigevano sopravvisse fino al 1° novembre 1934

## Caratteristiche
| Unused urban continuation backward |

| Unknown route-map component "uexBHF" |

| Unknown route-map component "uexBHF" |

| Unknown route-map component "CONTgq" | Unknown route-map component "uxmKRZ" | Unknown route-map component "CONTfq" |

| Unknown route-map component "uexHST" |

| Unknown route-map component "uexBHF" |

| Unknown route-map component "uexBHF" |

| Unknown route-map component "uexBHF" |

| Unknown route-map component "CONTgq" | Station on transverse track | Unknown route-map component "uxmKRZ" | Unknown route-map component "CONTfq" |  |

| Unknown route-map component "uexBHF" |

| Unknown route-map component "uexBHF" |

| Unknown route-map component "uexBHF" |

| Unknown route-map component "uexHST" |

| Unknown route-map component "uexBHF" |

| Unknown route-map component "CONTgq" | Unknown route-map component "uxmKRZ" | Unknown route-map component "CONTfq" |

| Unknown route-map component "uexHST" |

| Unknown route-map component "uexBHF" |

| Unknown route-map component "uexHST" |

| Unknown route-map component "CONTgq" | Unknown route-map component "exBHFq" + Stop on transverse track | Unknown route-map component "uxmKRZ" | Unknown route-map component "CONTfq" |  |

| Unknown route-map component "uexBHF" |

| Unknown route-map component "uexBHF" |

| Unknown route-map component "uexHST" |

| Unknown route-map component "uexCONTgq" | Unknown route-map component "uexABZg+r" |  |

| Unknown route-map component "uexBHF" |

| Unused urban continuation forward |

Realizzata con lo scartamento di 1445 mm, la tranvia era lunga complessivamente 51,077 km. Le pendenze erano contenute al 29 per mille, mentre il raggio minimo di curvatura risultava pari a 80 metri, che scendevano a 70 fra Novara e Vigevano.

### Percorso

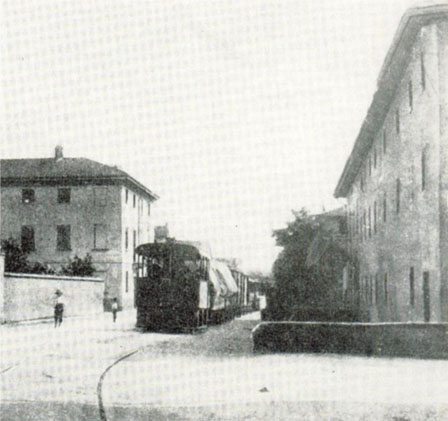
Romentino

Partita dal capolinea (situato presso il Rondò di San Bernardo), la linea imboccava viale Dante, servendo la stazione ferroviaria di Novara; quindi proseguiva parallelamente alla ferrovia Torino-Milano lungo viale Alessandro Manzoni, per poi intersecare la stessa immettendosi su viale Trieste, attraversandolo e percorrendolo, raggiungendo il centro di Galliate.
La tranvia prendeva dunque il suo tipico andamento nord-sud, servendo Romentino e la stazione di Trecate in corrispondenza di un nuovo attraversamento con la citata ferrovia. Da qui erano seguite le strade provinciali 4 e 206, attraversando Cerano, Cassolnovo e Molino del Conte, fino a giungere a Vigevano. Qui, davanti a un'osteria di corso Genova situata a lato della linea, per segnalare al macchinista la presenza di viaggiatori in attesa veniva posta una scopa, cosicché il locale assunse il nome di osteria della scopa.
Oltrepassati i binari della ferrovia Milano-Mortara, erano poi servite Cattabrega, Gambolò e Giarre, fino a giungere a Tromello; presso la cui stazione avveniva l'attraversamento della ferrovia Mortara-Pavia.
Piegando infine verso sud-ovest, l'ultima tratta della linea serviva la Cascina Verdura, per giungere a Ottobiano, stazione intermedia della tranvia Mortara-Ottobiano-Pieve del Cairo.

## Materiale rotabile
Per il servizio sulle proprie linee sociali del Vercellese e Novarese le SFT disponevano di diversi gruppi di locomotive tranviarie a vapore a due assi. In particolare, per l'originaria tratta Novara-Galliate, tre unità, classificate come 1-3 nel parco SFT, furono acquistate direttamente dal Provasi. Si trattava di unità costruite dalla SLM nel 1880, pesanti 8 t, che presentavano una velocità massima di 25 km/h. Una di esse fu successivamente ceduta alla Società Italiana Ferrovie e Tramvie.
Ad esse si aggiunsero, anche per l'esercizio sulla Mortara-Ottobiano-Pieve del Cairo, 19 unità realizzate dalla belga Société Energie nel 1882, classificate 61-79, che pesavano 2,3 t ed erano omologate per la velocità massima di 30 km/h. Alle stesse fecero seguito due ulteriori unità di costruzione St. Léonard del 1909, numerate 81-82, da 2,4 t e 40 km/h di velocità massima.